# Pierre Piret
Ne doit pas être confondu avec Pierre Piret (philosophe, né en 1945).
Pierre Piret (né le 13 mars 1966  en Belgique) est un universitaire et essayiste belge.

## Biographie
Docteur en philosophie et lettres (langues et littératures romanes) de l'université catholique de Louvain en 1997 en soutenant une thèse sur L'écriture théâtrale : l'œuvre exemplaire de Fernand Crommelynck, Pierre Piret est professeur dans le département d'études romanes de la Faculté de philosophie et lettres de cette université. Il poursuit des recherches dans les domaines de l'esthétique littéraire, du théâtre de langue française et de la littérature francophone de Belgique, s'interrogeant tout particulièrement sur la force analytique du discours littéraire et théâtral.
Éditeur scientifique de nombreuses publications, il a notamment co-dirigé (avec Isabelle Ost) la publication de Représenter à l'époque contemporaine. Pratiques littéraires, artistiques et philosophiques (Publications des Facultés universitaires Saint-Louis, 2010) et (avec Nathalie Gillain) celle de La littérature au prisme de la photographie (Textyles, no 43, 2012).

## Liste partielle des publications

### Essais
- 1999 : Fernand Crommelynck, une dramaturgie de l'inauthentique, coll. Archives du futur, 357 p., Labor, Bruxelles •  (ISBN 2-80401-400-2)
- 2000 : Logiques et écritures de la négation, sous la dir. de Ginette Michaux et Pierre Piret, Coll. Détours littéraires, 157 p., Éd. Kimé, Paris •  (ISBN 2-84174-219-9)
- 2004 : Le Grotesque : théorie, généalogie, figures, sous la dir. de Isabelle Ost, Pierre Piret et Laurent Van Eynde, 250 p., Publications des Facultés universitaires Saint-Louis, Bruxelles •  (ISBN 2-80280-155-4)
- 2007 : La Littérature à l'ère de la reproductibilité technique : réponses littéraires aux nouveaux dispositifs représentatifs créés par les médias modernes, tome 1 : Penser la représentation, textes réunis par Pierre Piret, coll. Champs visuels, 288 p., Éditions L'Harmattan, Paris •  (ISBN 978-2-29602-591-2)
- 2018 : Corps parlant, corps vivant - Réponses littéraires et théâtrales aux mutations contemporaines du corps, coll. Études théâtrales, 190 p., Academia, Louvain-la-Neuve •  (ISBN 978-2-80610-392-5)
- 2023 : Le Chant du signe. Dramaturgies expérimentales de l'entre-deux-guerres, coll. Penser le théâtre, Éditions Circé,

### Articles
- 2017 : Mutations du corps ou l’autre crise du personnage[1], in Études théâtrales 2017/1 (N° 66), pages 49 à 59
- 2021 : « Fantasmagorie technologique » et incertitude perceptive. Le travail de Denis Marleau[2]. in Études Théâtrales, Vol. 2021/2-3, (N° 69), pages 71 à 82

### Autres textes
- 1993 : Les « Illuminations » : un autre lecteur ?, études rassemblées et présentées par Pierre Piret[3], Les Lettres romanes, n° hors série
- 2008 : Ginette Michaux, De Sophocle à Proust, de Nerval à Boulgakov : essai de psychanalyse lacanienne, préface de Pierre Piret, coll. Psychanalyse et écriture, 240 p., Éditions Érès, Toulouse •  (ISBN 978-2-74920-960-9)
- 2009 : De mémoire et d'oubli : Marguerite Duras, Actes du colloque international « Marguerite Duras : desseins de mémoire et d'oubli » (tenu à l'université catholique de Louvain, du 2 au 4 mars 2006, Louvain-la-Neuve, Belgique), sous la dir. de Christophe Meurée et Pierre Piret, 321 p., Éditions Peter Lang, Bruxelles •  (ISBN 978-9-05201-606-1)
- 2010 : Représenter à l'époque contemporaine : Pratiques littéraires, artistiques et philosophiques, sous la dir. d'Isabelle Ost et Pierre Piret, 356 p., Publications des facultés universitaires Saint-Louis, t. 129 •  (ISBN 978-2-80280-197-9)
- 2012 : La littérature au prisme de la photographie[4], sous la dir. de Nathalie Gillain et Pierre Piret, Collection Textyles no 43, 179 p., Le Cri édition, Bruxelles •  (ISBN 978-2-87106-679-8)
- 2014 : Fernand Crommelynck, Carine ou La jeune fille folle de son âme (réédition de la 1re édition de 1929), théâtre, postface de Pierre Piret, 160 p., Espace Nord Nord, Bruxelles •  (ISBN 978-2-87568-013-6)
- 2014 : Nicole Malinconi, Que dire de l'écriture ?, présentation de Pierre Piret, coll. Chaire de Poétique de la Faculté de philosophie, arts et lettres de l'université catholique de Louvain, no 10 de la deuxième série, p. 40.
- 2018 : Jean-Marie Piemme, Bruxelles, printemps noir, suivi de Scandaleuses, postface de Pierre Piret, 287 p., Espace Nord, Bruxelles •  (ISBN 978-2-87568-149-2)
- 2018 : Simon Leys, La Chine, la mer, la littérature, préface de Jean-Luc Outers, postface de Pierre Piret, 384 p., Espace Nord, Bruxelles •  (ISBN 978-2-87568-250-5)
- 2018 : Michel de Ghelderode, Pantagleize, théâtre, postface de Pierre Piret, 166 p., Espace Nord, Bruxelles •  (ISBN 978-2-87568-400-4)
- 2021 : Kenan Görgün, Anatolia rhapsody, roman, postface de Pierre Piret, 231 p., Espace Nord, Bruxelles •  (ISBN 978-2-87568-540-7)
- 2021 : Jean-Marie Piemme, Quel theâtre pour le temps présent ?, postface de Pierre Piret, éditions Ker Eds, Bruxelles •  (ISBN 978-2-87586-295-2)